# إضراب السويد عام 1909

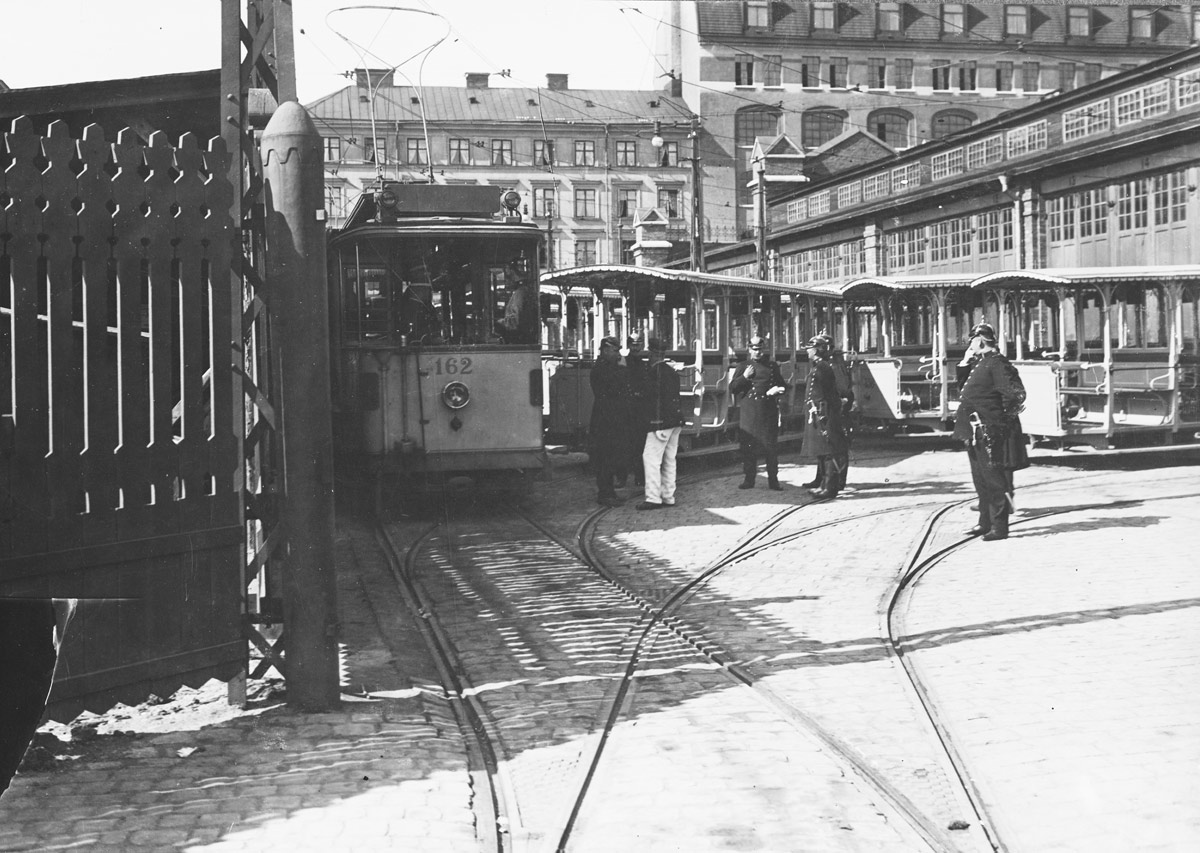
ضباط الشرطة يحرسون الترام خلال الإضراب العام.

كان الإضراب السويدي العام (sv. Storstrejken) الذي حدث من 4 أغسطس حتى 4 سبتمبر 1909، توقفًا عامًا عن العمل من قبل أكثر من 300,000 شخص في جميع أنحاء السويد. وكان هذا النزاع الرئيسي الأول بين اتحاد نقابات العمال السويدية (Landsorganisationen, LO) ورابطة أصحاب العمل السويدية (Svenska Arbetsgivareföreningen, SAF). فقد كانت خسائر أصحاب العمل تقدر بنحو 25 مليون كرونة سويدية.
كان للكساد أثر سلبي على العديد من الشركات وبالتالي أرادت رابطة أصحاب العمل السويدية تخفيض الأجور. وبالتالي أصبح إضراب 80,000 عامل في مجالات الغزل والنسيج والنشر وصناعة اللب ساريًا. واستجابت نقابات العمال السويدية لدعوات الإضراب العام. ولم يتم إعفاء أحد إلا العاملين في مجال الرعاية الصحية وعدد قليل من المهن الأخرى الحيوية من المشاركة في هذا الإضراب.
كانت الأموال قليلة واضطر الاتحاد لإنهاء الإضراب بعد شهر، مما أدى إلى خسائر كبيرة في العضويات. كما فقدت نقابات العمال السويدية ما يقرب من نصف أعضائها، حيث ذهب بعضهم إلى المنظمة المركزية للعمال في السويد النقابية الأناركية التي تشكلت حديثًا. وجادل النقابيون الأناركيون أن إدارة نقابات العمال السويدية تعاملت مع الإضراب بشكل فاتر ولم تبدأه إلا لكبح موقف أعضائها الأكثر راديكالية. واستغل أصحاب العمل الفرصة لتسريح ما يقرب من 20,000 عامل، الأمر الذي ساهم أيضًا في انشقاقات واسعة من نقابات العمال عندما اضطر العمال لمغادرة الاتحاد للحفاظ على وظائفهم. وارتفعت أيضًا معدلات الهجرة نتيجة للإضراب.
شكل فشل الإضراب العام خلفية مهمة لـاتفاق سالتسجوبادن عام 1938.

## وصلات خارجية
- Tony Cliff, Patterns of mass strike